# Петерец, Николай Владимирович
Никола́й Влади́мирович Пе́терец (1907, Рим − 1944, Шанхай) − русский поэт, прозаик, литературный критик, журналист.

## Биография
Родился в 1907 году в Риме; его отцом был известный русский политический деятель, один из идеологов партии эсеров и впоследствии член её ЦК, публицист Владимир Рихтер. Убежденный противник русской монархии, высланный за антиправительственную агитацию в Вологодскую губернию, В. Рихтер сбежал оттуда за границу; Николай родился в период поездок отца по странам Европы.
Мать будущего поэта, урожденная Петерец, происходила из богатой купеческой семьи выходцев из Словакии, сменивших австрийское подданство на российское.
Вскоре после рождения Николая его родители расстались — и мать вместе с сыном уехала во Владивосток, где жили её состоятельные братья. Она продолжала носить свою девичью фамилию, которая досталась и сыну. А после Февральского переворота на всякий случай выхлопотала себе и Николаю чехословацкое гражданство.
Из Владивостока Петерецы переехали в Харбин, где Коля окончил гимназию, поступил на юридический факультет, увлекся поэзией и журналистикой. Еще в гимназии он начал писать стихи; после создания известного литературного объединения «Молодая Чураевка» стал его активистом, а в конце 1932 года вместе с поэтом Николаем Щёголевым основал в Харбине новый литературный кружок «Круг поэтов». Значительная часть стихотворений, созданных поэтом в этот период, была посвящена поэтессе Лариссе Андерсен, в которую Николай был долго и безнадежно влюблён.
После оккупации японцами Маньчжурии поэт переехал в Шанхай, где работал журналистом в различных изданиях. В 1935 году он женился на поэтессе Юстине Крузенштерн.
Общественные и политические предпочтения Петереца менялись: в юности он вступил в харбинскую масонскую ложу розенкрейцеров «AMORC» (Ancient Mystical Order Rosae Crucis, Древний Мистический Орден Розы и Креста, со штаб-квартирой в Калифорнии), где особенно увлекался астрологией; затем вышел из ложи и вступил в группу харбинских «рериховцев» под руководством А. Сальникова. В мае 1935 года, когда ряд харбинских газет выступил с разоблачениями Н. Рериха, обвиняя того в промасонской деятельности, Н. Петерец неожиданно принял в этой акции активное участие. Он публиковал в харбинской прессе статьи с критикой розенкрейцеров, называя конкретные фамилии членов ложи «АMORG», чем вызвал крайнее раздражение и самого Рериха, и его адептов.
Побыв недолгое время в рядах «легитимистов», а затем «младороссов», группировавшихся вокруг шанхайской газеты «Новый путь», поэт в 1936 году заинтересовался марксизмом и занял открыто просоветские позиции. Он получил советский паспорт, вступил в шанхайский «Союз возвращения на Родину» и стал редактором газеты «Родина», выпускаемой этой организацией.
В середине 1941 года «Родина» была преобразована в «Новую жизнь»; Николай Владимирович продолжал трудиться в редакции на первых ролях.
В качестве поэта и литературного критика Н. Петерец широко публиковался в дальневосточной периодической печати, в том числе в журналах «Парус», «Рубеж», «Сегодня», других изданиях. В 1943 году он стал одним из организаторов шанхайского литературного кружка «Пятница».
Во время войны поэт заболел воспалением легких и в декабре 1944 года скончался.
В 1946 году в Шанхае был издан сборник публицистики Петереца.